# Christopher C. McGrath

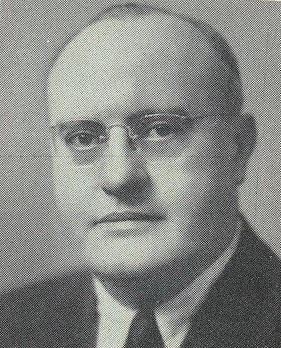
Christopher C. McGrath

Christopher Columbus McGrath (* 15. Mai 1902 in New York City; † 7. Juli 1986 ebenda) war ein US-amerikanischer Jurist und Politiker. Zwischen 1949 und 1953 vertrat er den Bundesstaat New York im US-Repräsentantenhaus.

## Werdegang
Christopher Columbus McGrath besuchte Konfessionsschulen. Er graduierte 1921 an der Clason Military Academy in Bronx und 1924 an der Fordham University School of Law in New York City. Nach dem Erhalt seiner Zulassung als Anwalt 1927 begann er in New York City zu praktizieren. Zwischen 1928 und 1935 saß er in der New York State Assembly. 1935 wählte man ihn zum Richter am Municipal Court von New York City. 1945 wurde er für eine zehnjährige Amtszeit wiedergewählt, trat allerdings am 31. Dezember 1948 von seinem Richterposten zurück.
Politisch gehörte er der Demokratischen Partei an. Bei den Kongresswahlen des Jahres 1948 für den 81. Kongress wurde McGrath im 26. Wahlbezirk von New York in das US-Repräsentantenhaus in Washington, D.C. gewählt, wo er am 4. Januar 1949 die Nachfolge von David M. Potts antrat. Er wurde einmal wiedergewählt. Da er auf eine erneute Kandidatur 1952 verzichtete, schied er nach dem 3. Januar 1953 aus dem Kongress aus.
Er wurde 1952 für eine vierzehnjährige Amtszeit zum Richter am Vormundschafts- und Nachlassgericht vom Bronx County gewählt und 1966 wiedergewählt. Ferner war er ein ehemaliges Fakultätsmitglied der Fordham University School of Law. Er lebte bis zu seinem Tod am 7. Juli 1986 in New York City.